# 芦屋ロックガーデン

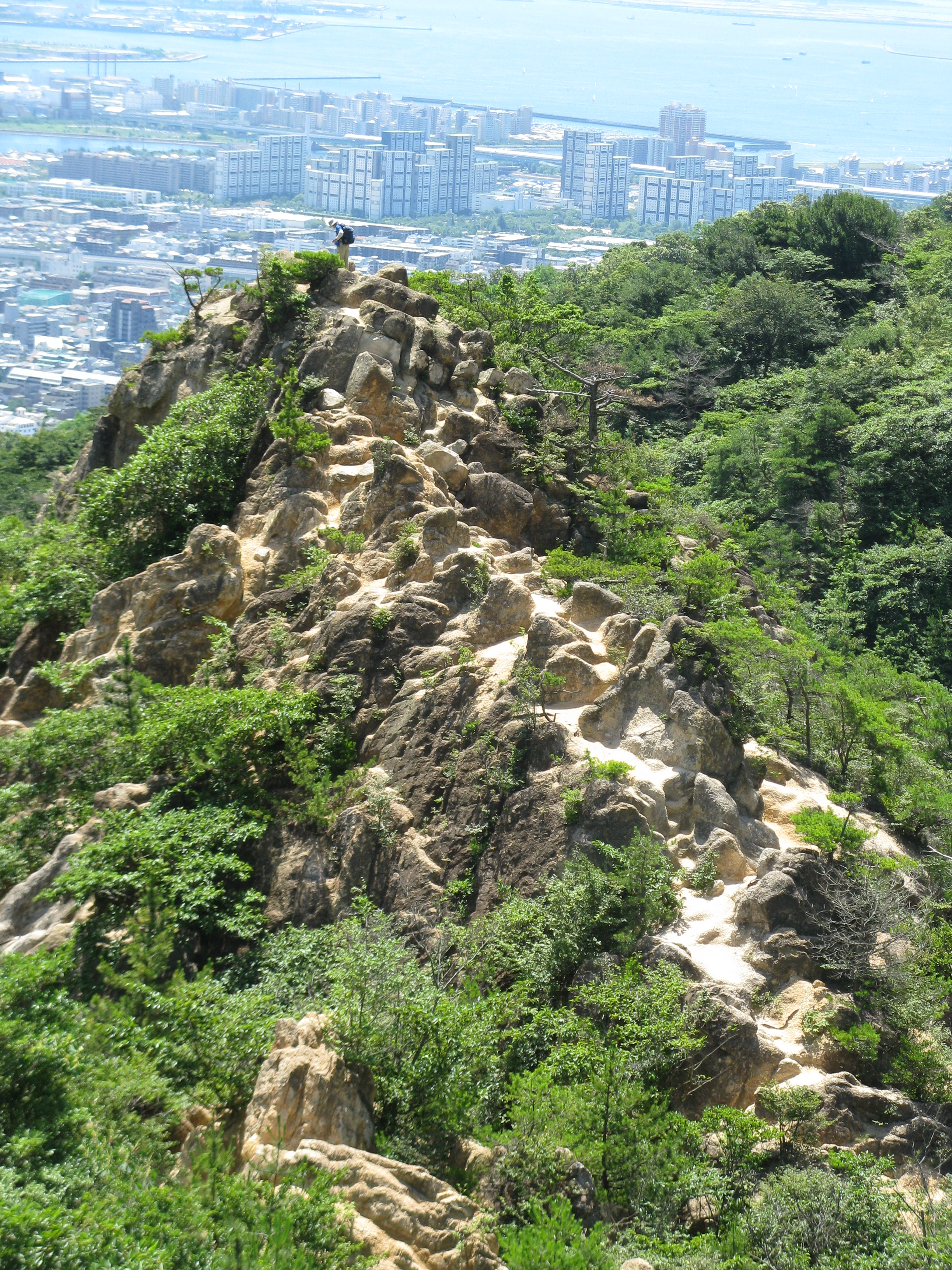
Bケン跡から望む岩場と芦屋浜

芦屋ロックガーデン（あしやロックガーデン）は、兵庫県芦屋市・芦屋川上流 - 神戸市東灘区の六甲山中に存在する岩場、ロック・クライミングのゲレンデである。日本のロック・クライミングの発祥地として知られている。命名者は、日本のロック・クライミングのパイオニア的存在である藤木九三。

## 岩場（ゲレンデ）
- Aケン（A懸垂岩）
- Bケン（B懸垂岩）跡 - Bケンは阪神・淡路大震災によって崩壊した。
- ゲートロック
- キャッスルウォール

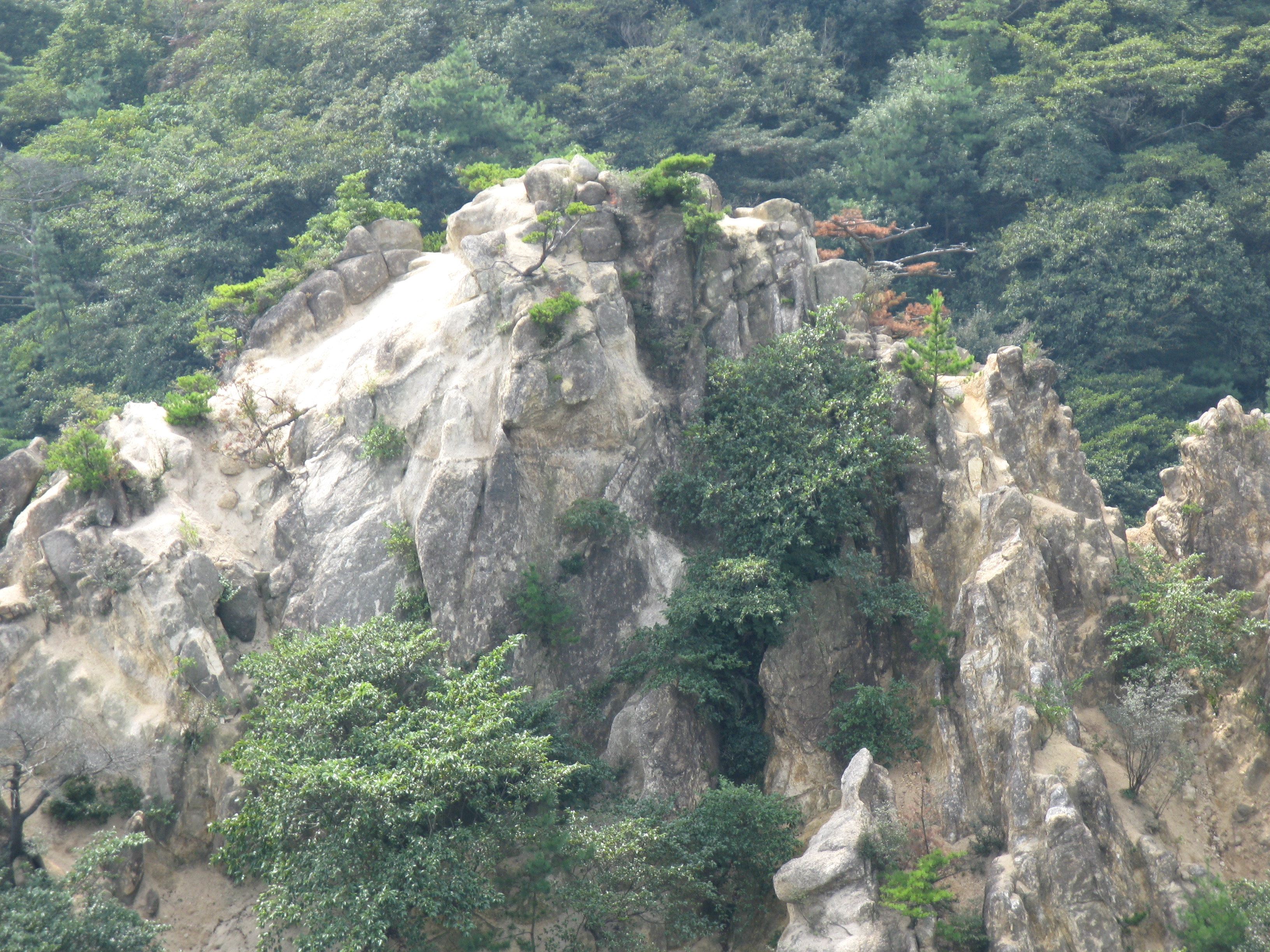
Aケン
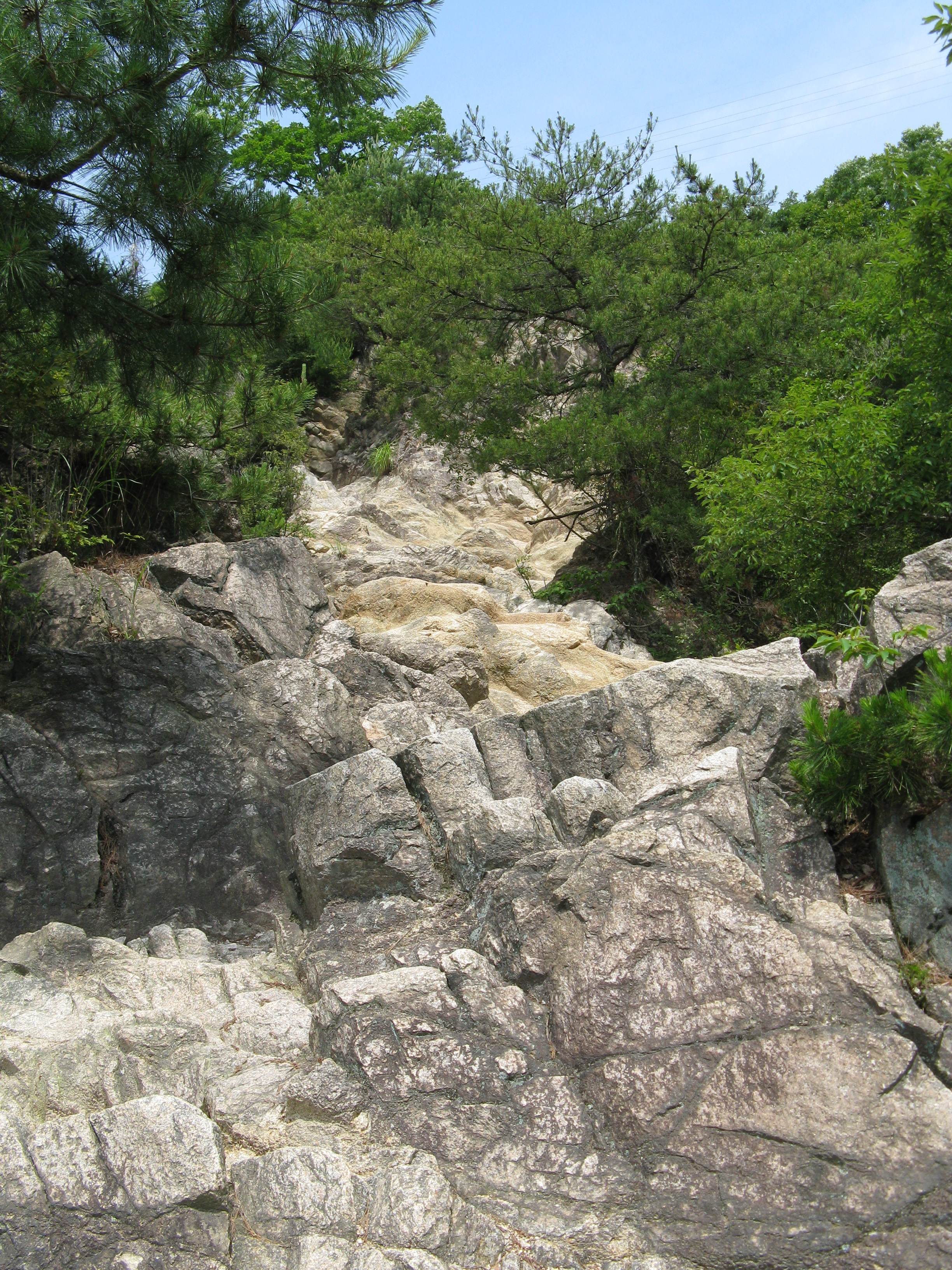
中央尾根
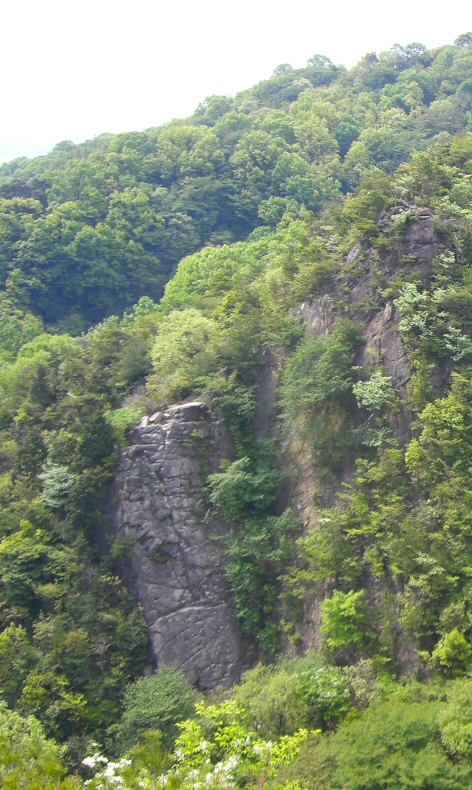
岩場

## 最近の出来事
近年周辺で、一部の心ない登山者によって登山道脇の岩石に、ペンキで勝手に道標の矢印などを書き込むケースが多発している。矢印に従って歩いていたハイカーが道に迷うケースも続出しており、地元の登山会が注意を呼びかけている。

## 交通アクセス
- 阪急神戸線 芦屋川駅から徒歩30分で入口にあたる高座の滝。

## 周辺
- 高座の滝 - ロックガーデン登山口にある滝。滝の左の岩に藤木九三のレリーフが嵌め込まれている。
- 風吹岩 - ロックガーデン中央稜の最上部（最奥部）にある花崗岩の巨岩。
- 会下山遺跡（国指定の史跡）